# HNLMS O 23
Le HNLMS O 23 ou Hr.Ms. O 23 (Pennant number:P23) est un sous-marin de la classe O 21 de la Koninklijke Marine qui a servi pendant la Seconde Guerre mondiale.

## Histoire

### Construction et mise en service
La pose de la quille du bateau a eu lieu le 12 octobre 1937 au chantier naval Rotterdamsche Droogdok Maatschappij à Rotterdam. À l'origine, le numéro du bateau était K XXIII, mais il a été changé en O 23 avant le lancement. En tant que sous-marin de série O, il était destiné à être utilisé dans les eaux européennes, alors que la série K étaient utilisés en Inde néerlandaise.
Il s'agissait du type de navire de la classe O 21 conçu pour sept bateaux, dont quatre furent plus tard utilisés par les Alliés et les trois autres comme sous-marins proies allemands. La construction hollandaise était moderne, entre autres choses, elle disposait déjà d'un Schnorchel et d'un canon de 40 mm qui pouvait être descendu dans un compartiment étanche - des détails que les Allemands ont copiés pour leurs sous-marins électriques des classes XXI et XXIII.

### Seconde Guerre mondiale
Les O 23 et O 24 ont été immédiatement emmenés au Lekhaven après l'invasion allemande du 10 mai 1940 et remis à la Marine royale néerlandaise. Les deux sous-marins n'étaient pas encore terminés, ils avaient fait quelques essais, mais n'avaient jamais été sous l'eau. À La Haye, ils savaient que le Nieuwe Waterweg était déjà jonché de mines, il semblait donc impossible de s'enfuir. Le commandant G. Koudijs a décidé dans la nuit du 13 au 14 mai de faire une tentative. Il n'y avait pas de torpilles ou d'autres armes à bord. Il parvient à atteindre Portsmouth et reçoit pour cette action le Lion de bronze.
Il est terminé au chantier naval Thornycroft de Southampton et en juillet, il est expédié à Dundee. Cependant, l'entrée du port de Dundee étant bloquée par des mines, le O 23 a dû faire une embardée vers Rosyth. Il y avait encore quelques défauts qui ont été corrigés en Écosse.
Du 1er juin au 28 septembre 1940 et du 20 novembre 1940 au 13 novembre 1941, le O 23 était sous le commandement de G B M van Erkel.
En août 1940, le O 23 a effectué sa première patrouille en mer du Nord. Plus tard, il a  a opéré en Méditerranée et dans l'océan Indien.
La Croix de bronze  a été décernée à plusieurs membres d'équipage du O 23:
- 16 juillet 1940
  - 24 récipiendaires
- 21 février 1942
  - 3 récipiendaires
- 23 avril 1942
  - 7 récipiendaires
- 4 mai 1944
  - 3 récipiendaires

Le O 23 a survécu à la guerre et a été désarmé le 1er décembre 1948. Il est vendu à la casse en avril de l'année suivante,.

## Commandants
- Luitenant ter zee 1e klasse (Lt.Cdr.) Gerard Koudijs du 13 mai 1940 au 1er juin 1940
- Luitenant ter zee 1e klasse (Lt.Cdr.) Gerardus Bernardus Michael van Erkel du 1er juin 1940 au 28 septembre 1940
- Luitenant ter zee 1e klasse (Lt.Cdr.) Albertus Marinus Valkenburg du 28 septembre 1940 au 20 novembre 1940
- Luitenant ter zee 1e klasse (Lt.Cdr.) Gerardus Bernardus Michael van Erkel du 20 novembre 1940 au 13 novembre 1941
- Luitenant ter zee 1e klasse (Lt.Cdr.) Karel van Dongen du 13 novembre 1941 au 29 décembre 1941
- Luitenant ter zee 1e klasse (Lt.Cdr.) Albertus Marinus Valkenburg du 29 décembre 1941 au 23 février 1944
- Luitenant ter zee 1e klasse (Lt.Cdr.) Arie Jan Schouwenaar du 23 février 1944 au 1er mars 1946

## Patrouilles
Le O 23 a effectué vingt patrouilles pendant la guerre au cours desquelles il a coulé et endommagé cinq navires.

## Palmarès
Navires coulés et endommagés par le O 23
| Date            | Nom du navire     | Nationalité      | Type                | Tonnage | Destin                                                  |
| --------------- | ----------------- | ---------------- | ------------------- | ------- | ------------------------------------------------------- |
| 30 juin 1941    | Capacitas         | Royaume d'Italie | Pétrolier           | 5 371   | Coulé                                                   |
| 27 juillet 1942 | Shofuku Maru No.2 | Japon            | Navire marchand     | 729     | Endommagé                                               |
| 2 août 1942     | Zenyo Maru        | Japon            | Cargo               | 6 440   | Endommagé (brûlé et déclaré plus tard totalement perdu) |
| 2 août 1942     | Ohio Maru         | Japon            | Navire de transport | 5 872   | Coulé                                                   |
| 25 octobre 1942 | Shinyu Maru       | Japon            | Navire marchand     | 4 622   | Endommagé                                               |